# Não me faça pensar
Não me faça pensar (em inglês:  Don't Make Me Think) é um livro de Steve Krug sobre interação humano-computador e usabilidade na web. A premissa do livro é que um bom programa de software ou site deve permitir que os usuários realizem as tarefas pretendidas da maneira mais fácil e direta possível. Krug ressalta que as pessoas são boas em se satisfazerem ou escolherem a primeira solução disponível para seus problemas, portanto o design deve tirar vantagem disso. Frequentemente cita a Amazon.com como um exemplo de site bem projetado que consegue permitir interação de alta qualidade, mesmo que fique maior e mais complexo a cada dia.
O livro pretende exemplificar concisão e foco. O objetivo, segundo a introdução do livro, é fazer um texto que pudesse ser lido por um executivo em um voo de duas horas.
Publicado originalmente em 2000, o livro foi revisado em 2005 e 2013 e já vendeu mais de 300 mil exemplares.
Em 2010, o autor publicou uma sequência, Rocket Surgery Made Easy, que explica como qualquer pessoa que trabalhe em um site, aplicativo móvel ou software de desktop pode fazer seus próprios testes de usabilidade para garantir que o que está construindo será utilizável.
O livro foi referenciado em cursos universitários e cursos online sobre usabilidade.